# NGC 473
NGC 473 is een balkspiraalstelsel in het sterrenbeeld Vissen. Het hemelobject ligt 81 miljoen lichtjaar van de Aarde verwijderd en werd op 15 oktober 1784 ontdekt door de Duits-Britse astronoom William Herschel.

## Synoniemen
- PGC 4785
- UGC 859
- MCG 3-4-22
- ZWG 459.30
- IRAS01172+1616